# Придорожное (Херсонская область)
Придорожное (укр. Придорожнє) — село в Генической городской общине Генического района Херсонской области Украины.
Население по переписи 2001 года составляло 274 человека. Почтовый индекс — 75546. Телефонный код — 55-34. Код КОАТУУ — 6522187002.

## Местный совет
75546, Херсонская обл., Генический р-н, с. Фрунзе, ул. Мира